# Karl Lennert
Karl Lennert (* 4. Juni 1921 in Fürth; † 27. August 2012 in Kiel) war ein deutscher Pathologe und Immunpathologe, der sich vor allem mit Lymphomen  und Leukämien befasste.

## Leben
Nach dem Abitur am Fürther Gymnasium studierte Lennert von 1939 bis 1945 Humanmedizin an der Friedrich-Alexander-Universität Erlangen. Bis 1950 war er Assistent am dortigen Institut für Pathologie. Nach einem Jahr am Max-Planck-Institut für biophysikalische Chemie in Göttingen ging er in die Pathologie der Johann Wolfgang Goethe-Universität Frankfurt am Main. Dort habilitierte er sich über die Lymphogranulomatose. Sein Chef Arnold Lauche konnte mit dem „mikrozellulären Kleinkack“ nicht allzu viel anfangen.
1963 folgte Lennert dem Ruf der Christian-Albrechts-Universität Kiel auf ihren Lehrstuhl. Als Direktor des Pathologischen Instituts machte er Kiel zur weltweit ersten Adresse in der Hämatopathologie. Drei Viertel seiner Mitarbeiter waren Söhne von Medizinprofessoren. Lennert-Schüler waren unter anderem Reza Parwaresch und die Ordinarien in Essen (Lutz-Dietrich Leder), Berlin (Harald Stein), Frankfurt am Main (Martin-Leo Hansmann), Göttingen (Heinz-Joachim Radzun), Lübeck (Alfred Christian Feller) und Würzburg (Hans Konrad Müller-Hermelink). Im Sonderforschungsbereich 111 der Deutschen Forschungsgemeinschaft habilitierten sich Kliniker wie Arnulf Thiede und Wolfram Sterry.
Lennert war Gründungspräsident der European Association of Haematopathology. 1989 wurde er emeritiert.

## Kiel-Klassifikation
Lennert begann um 1975 maligne Lymphknotentumore (Non-Hodgkin-Lymphome) nach einem System einzuteilen, das sich als Kiel Classification in Europa durchsetzte. In den USA kam gleichzeitig die Lukes-Collins Klassifikation auf. Später wurden beide durch andere Klassifikationen abgelöst (Revised European American Lymphoma Classification (REAL) 1994, WHO-Klassifikation um 2001).
Um Lennerts einzigartiges Archiv bei seiner Emeritierung nicht untergehen zu lassen, versprach Uwe Barschel ihm die Einrichtung eines großzügig ausgestatteten Privatinstituts in Kiel. Mit der Barschel-Affäre zerschlugen sich Lennerts Hoffnungen.

## Ehrungen
- Mitglied der Leopoldina (1966)
- Schleiden-Medaille der Leopoldina (1980)
- Verdienstkreuz 1. Klasse der Bundesrepublik Deutschland (1986)
- Robert-Koch-Medaille (1993)
- Ehrenmitglied der Deutschen Gesellschaft für Hämatologie und Medizinische Onkologie (1998)[2]
- Wissenschaftspreis der Stadt Kiel (2001)
- Rudolf-Virchow-Medaille
- Ernst-Jung-Preis
- Benennung des Krebszentrums des Universitätsklinikums Kiel in Karl-Lennert-Krebscentrum Nord (2013)

Ehrendoktorwürden
Friedrich-Alexander-Universität Erlangen-Nürnberg (2007)
Universität Gent
Universität Madrid
Universität Köln
Universität Nordwestchinas

## Schriften
- Pathologie der Halslymphknoten, Springer 1964
- mit Yoshitaka Mori: Electron microscopic atlas of lymph node cytology and pathology, Springer 1969
- mit Harald Stein: Histopathology of non-Hodgkin’s lymphomas: based on the Kiel classification, Springer 1981, 2. Auflage 1992, 3. Auflage als Histopathology of nodal and extra nodal Non-Hodgkin´s Lymphomas, völlig neu bearbeitet von Alfred C. Feller, Jacques Diebold, Springer 2004